# Гримстон, Джеймс, 1-й граф Верулам
Джеймс Уолтер Гримстон, 1-й граф Верулам (англ. James Walter Grimston, 1st Earl of Verulam; 26 сентября 1775 — 17 ноября 1845) — британский пэр и политик. Он был известен как лорд Данбойн с 1775 по 1808 год и 4-й виконт Гримстон с 1808 по 1815 год.

## Жизнь и карьера
Родился 26 сентября 1775 года. Единственный сын Джеймса Гримстона, 3-го виконта Гримстона (1747—1808) из Горэмбери-хауса и Гарриот Уолтер (? — 1786).
В 1802 году он был избран в Палату общин от Сент-Олбанса и занимал это место до 1808 года, когда он сменил своего отца на посту 4-го виконта Гримстона и 2-го барона Верулама и вошёл в Палату лордов. В 1808 году он также сменил своего двоюродного брата по материнской линии на посту 10-го лорда Форрестера.
В 1815 году ему было присвоено звание виконта Гримстона и графа Верулама в системе Пэрства Соединённого королевства . Позже он занимал почетный пост лорда-лейтенанта Хартфордшира с 1823 по 1845 год.

## Брак и дети
11 августа 1807 года Джеймс Гримстон женился на леди Шарлотте Дженкинсон (? — 16 апреля 1863), дочери Чарльза Дженкинсона, 1-го графа Ливерпуля (1727—1808). У них было шесть сыновей и четыре дочери, и все их дочери вышли замуж за графов:
- Джеймс Уолтер Гримстон, 2-й граф Верулам (22 февраля 1809[2] — 27 июля 1895), старший сын и преемник отца.
- Леди Кэтрин Гримстон (18 апреля 1810 — 4 июля 1874), вышла замуж в 1834 году за Джона Фостера-Бархема (ум. 1838), вышла замуж в 1839 году за Джорджа Вильерса, 4-го графа Кларендона.
- Достопочтенный Эдвард Харботтл Гримстон[англ.] (2 августа 1812 — 4 мая 1881), член парламента
- Генри Лакин Гримстон (август 1813—1814)
- Леди Эмили Мэри Гримстон (14 февраля 1816 — 21 мая 1901), в 1835 году вышла замуж за Уильяма Крейвена, 2-го графа Крейвена.
- Достопочтенный Роберт Гримстон (18 сентября 1816 — 7 апреля 1884)
- Капитан Достопочтенный Чарльз Гримстон (3 октября 1818 — 8 октября 1857), служил в Колдстримской гвардии
- Леди Мэри Августа Фредерика Гримстон (29 июля 1821 — 5 апреля 1879), в 1840 году вышла замуж за Джейкоба Плейделл-Бувери, 4-го графа Рэднора.
- Преподобный Достопочтенный Фрэнсис Сильвестр Гримстон[англ.] (8 декабря 1823 — 28 октября 1865), женился на Кэтрин Морье.
- Леди Джейн Фредерика Гарриет Мэри Гримстон (17 января 1825 — 30 марта 1888), в 1845 году вышла замуж за Джеймса Александра, 3-го графа Каледона.

Лорд Верулам умер в ноябре 1845 года в возрасте 70 лет, и его титулы унаследовал его старший сын Джеймс. Леди Верулам умерла в 1863 году.